# Sítio Roberto Burle Marx
Sítio Roberto Burle Marx, SRBM – modernistyczne założenie ogrodowe o powierzchni 40,53 ha znajdujące się w dzielnicy Barra de Guaratiba w zachodniej części miasta Rio de Janeiro w Brazylii. Utworzone w 1949 roku z inicjatywy brazylijskiego artysty i architekta krajobrazu Roberto Burle Marxa, w 2021 roku wpisane zostało na Listę światowego dziedzictwa UNESCO.

## Charakterystyka

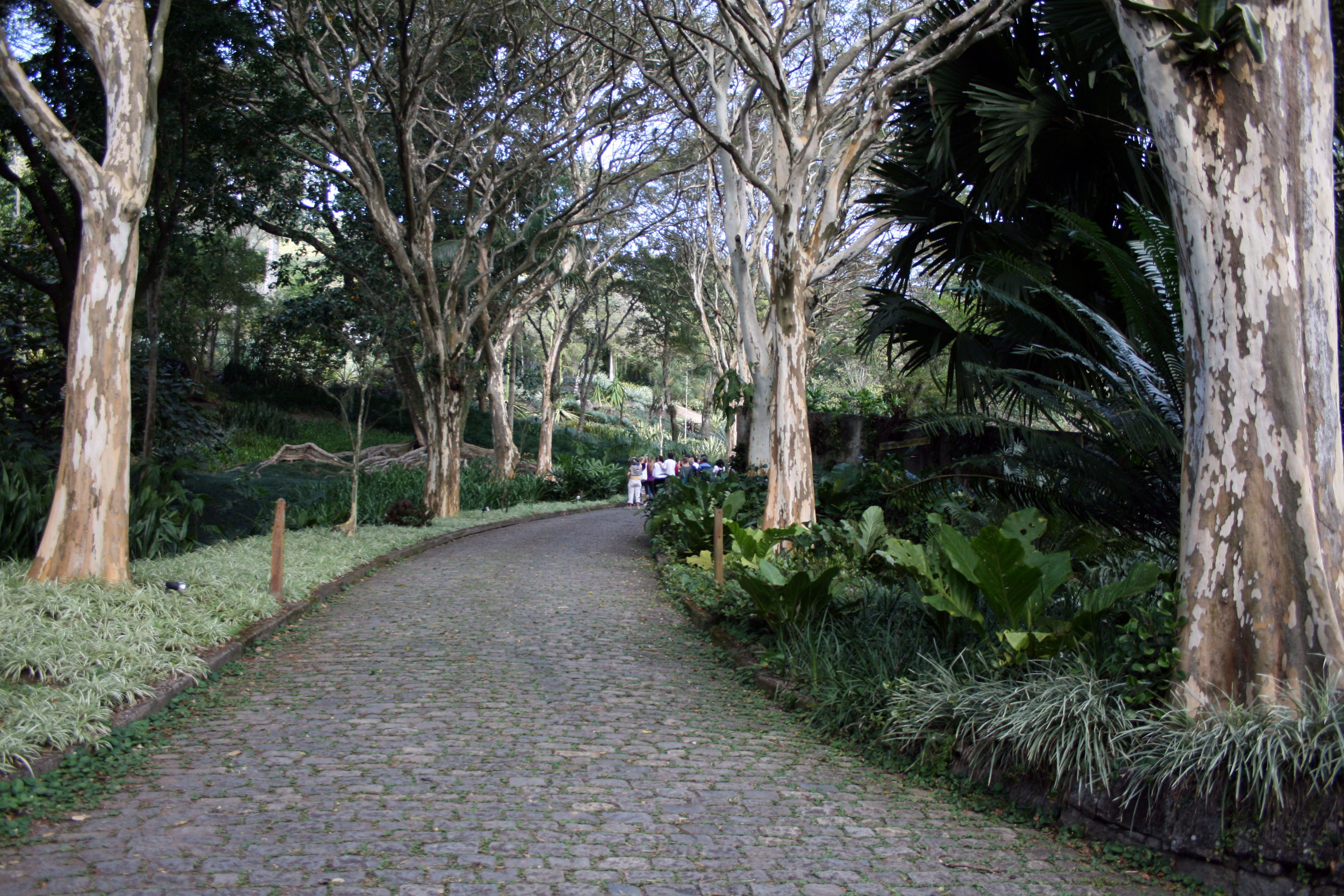
Alejka na terenie ogrodów (2009)

Kompleks położony jest na zachodnich przedmieściach Rio de Janeiro, ok. 50 km od centrum miasta, na zboczach wzgórza Santo Antônio da Bica. Obejmuje powierzchnię 40,53 ha i otoczony jest 575-hektarową strefą buforową.
Proces tworzenia ogrodów rozpoczął się w 1949 roku z inicjatywy brazylijskiego artysty i architekta krajobrazu Roberto Burle Marxa, który wraz ze swym bratem zakupił w tej okolicy pierwszą działkę i przy wykorzystaniu wyłącznie rodzimych gatunków roślin oraz z zastosowaniem idei modernistycznych postanowił stworzyć „żywe dzieło sztuki” i swoiste „laboratorium krajobrazu”, w którym kultura i przyroda się przeplatają. W latach 1952 i 1960 teren powiększany był o kolejne działki. Burle Marx prace nad sítio prowadził przez ponad 40 lat, aż do swojej śmierci w 1994 roku.

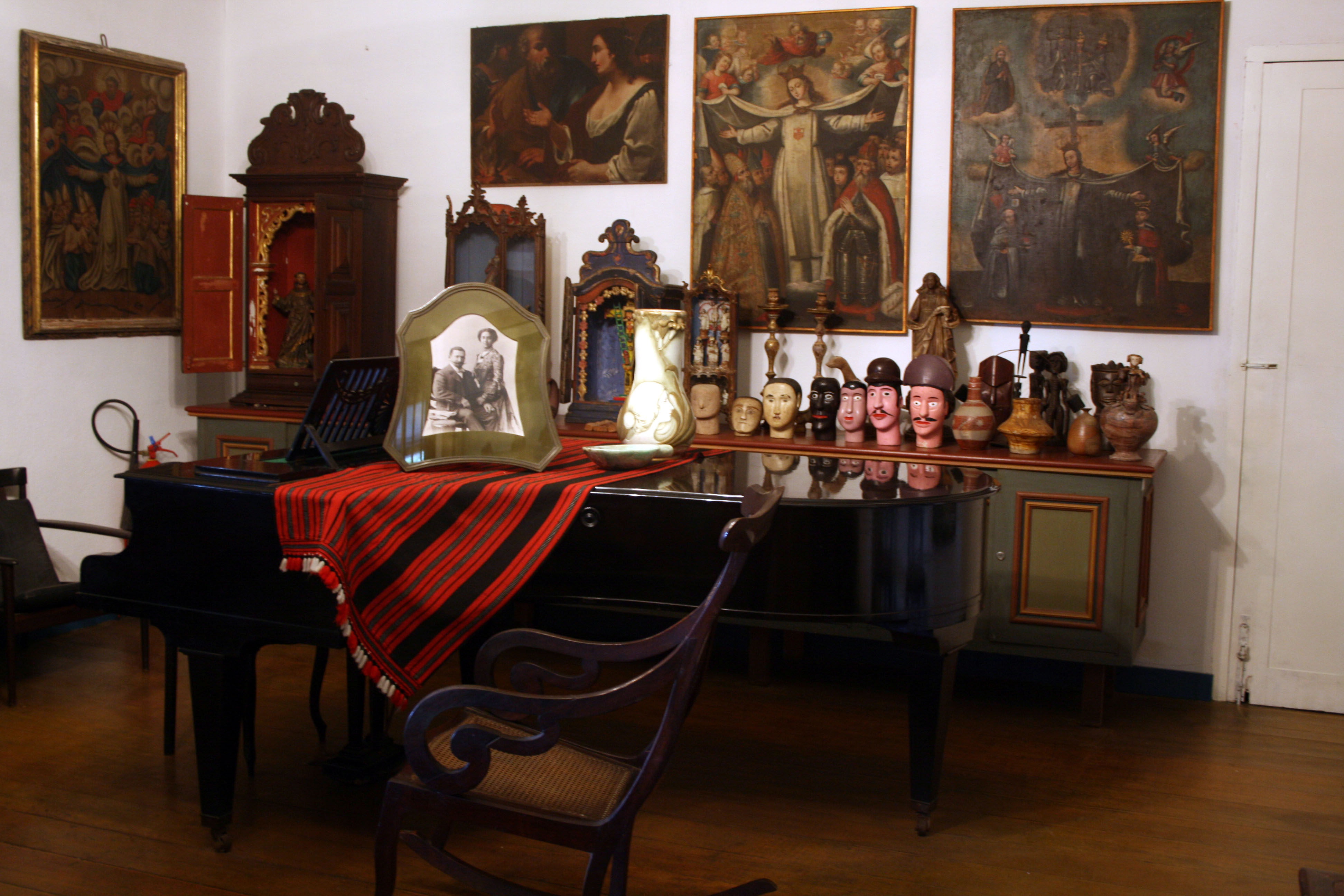
Ekspozycja w Domu Burle Marxa (2009)

Sítio Roberto Burle Marx jest pierwszym wpisanym na Listę światowego dziedzictwa modernistycznym ogrodem tropikalnym i wykazuje wszystkie kluczowe cechy ogrodów krajobrazowych będących dziełem Burle Marxa. W jego obrębie znajdują się rozległe krajobrazy z wijącymi się ścieżkami, stawami, ciekami wodnymi i architektonicznymi aranżacjami stworzonymi z wykorzystaniem bujnej roślinności tropikalnej oraz elementów tradycyjnej kultury ludowej. Oprócz tego kompleks obejmuje kilka budynków – zarówno historycznych (jak np. XVIII-wieczna kaplica Santo Antônio da Bica odnowiona w latach 70. XX wieku), jak i współczesnych. Mieszczą się w nich liczące łącznie ponad 3000 eksponatów kolekcje muzealne oraz prace Burle Marxa i jego prywatne zbiory.
Już pod koniec lat 60. XX wieku na terenie ogrodów znajdowała się największa w kraju kolekcja rzadkich gatunków roślin tropikalnych oraz endemitów brazylijskich. Współcześnie (według stanu z 2019 roku) na obszarze sítio rośnie ok. 3 500 gatunków flory tropikalnej i subtropikalnej oraz rodzimej roślinności regionu obejmującej namorzyny, restingę oraz lasy atlantyckie. Są one tu badane, chronione oraz rozmnażane w szkółkach.

## Zarządzanie i ochrona
Od 1985 roku założenie stanowi własność i jest zarządzane przez Narodowy Instytut Dziedzictwa Historycznego i Artystycznego (port. Instituto do Patrimônio Histórico e Artístico Nacional, IPHAN) – agencję federalną odpowiedzialną za ochronę i promocję dziedzictwa narodowego. Od 2003 roku jest chronione na poziomie federalnym.
Pielęgnacją całego założenia zajmuje się kadra ogrodników, wśród których wiedza i praktyka przekazywane są z pokolenia na pokolenie od czasów utworzenia obiektu. Dzięki temu istniejące tu połączenie sztucznie utworzonego krajobrazu kulturowego ogrodu oraz otaczającego go pierwotnego krajobrazu przyrodniczego zachowało się w niemal niezmienionej formie.

## Galeria

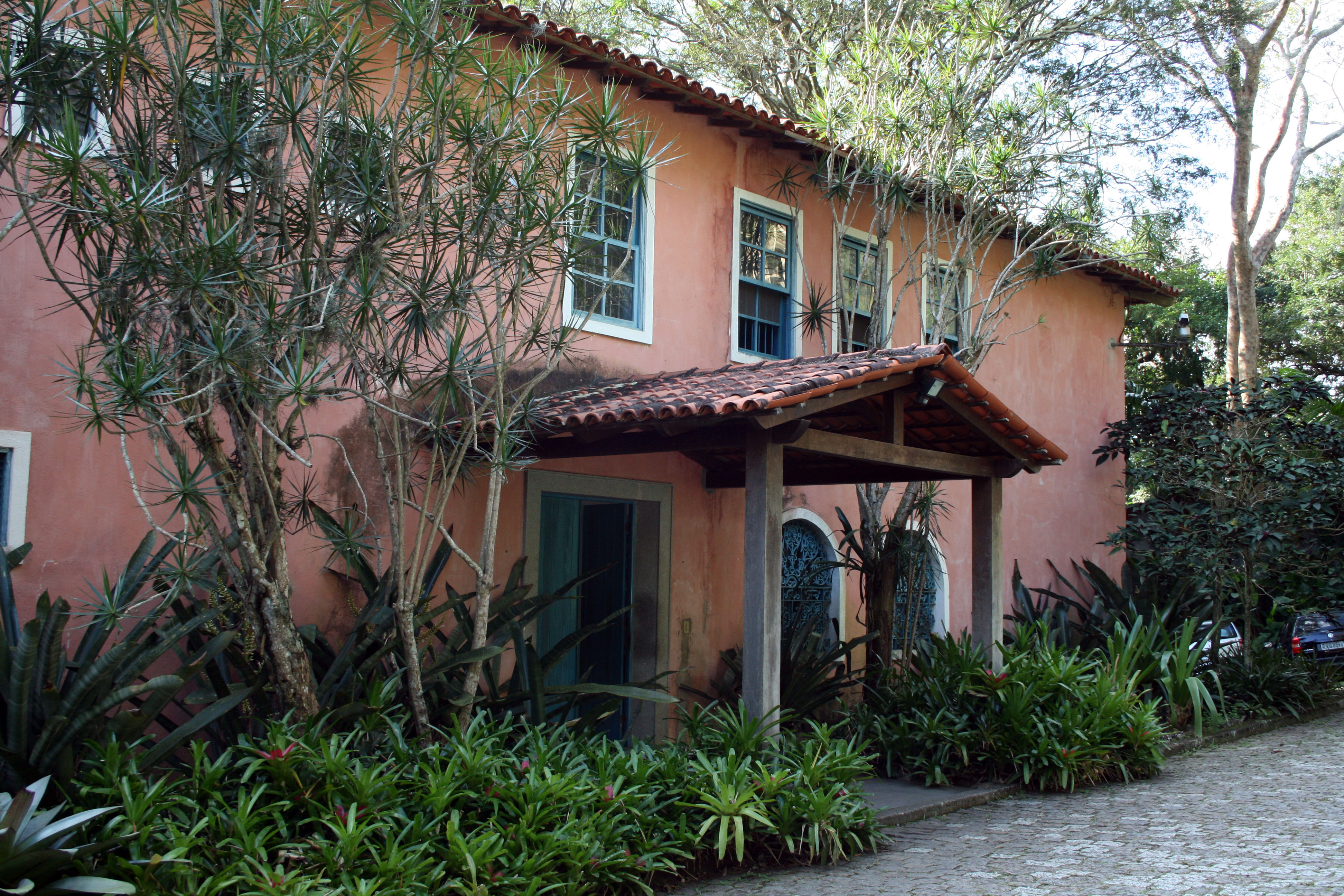
Budynek administracyjny (2009)
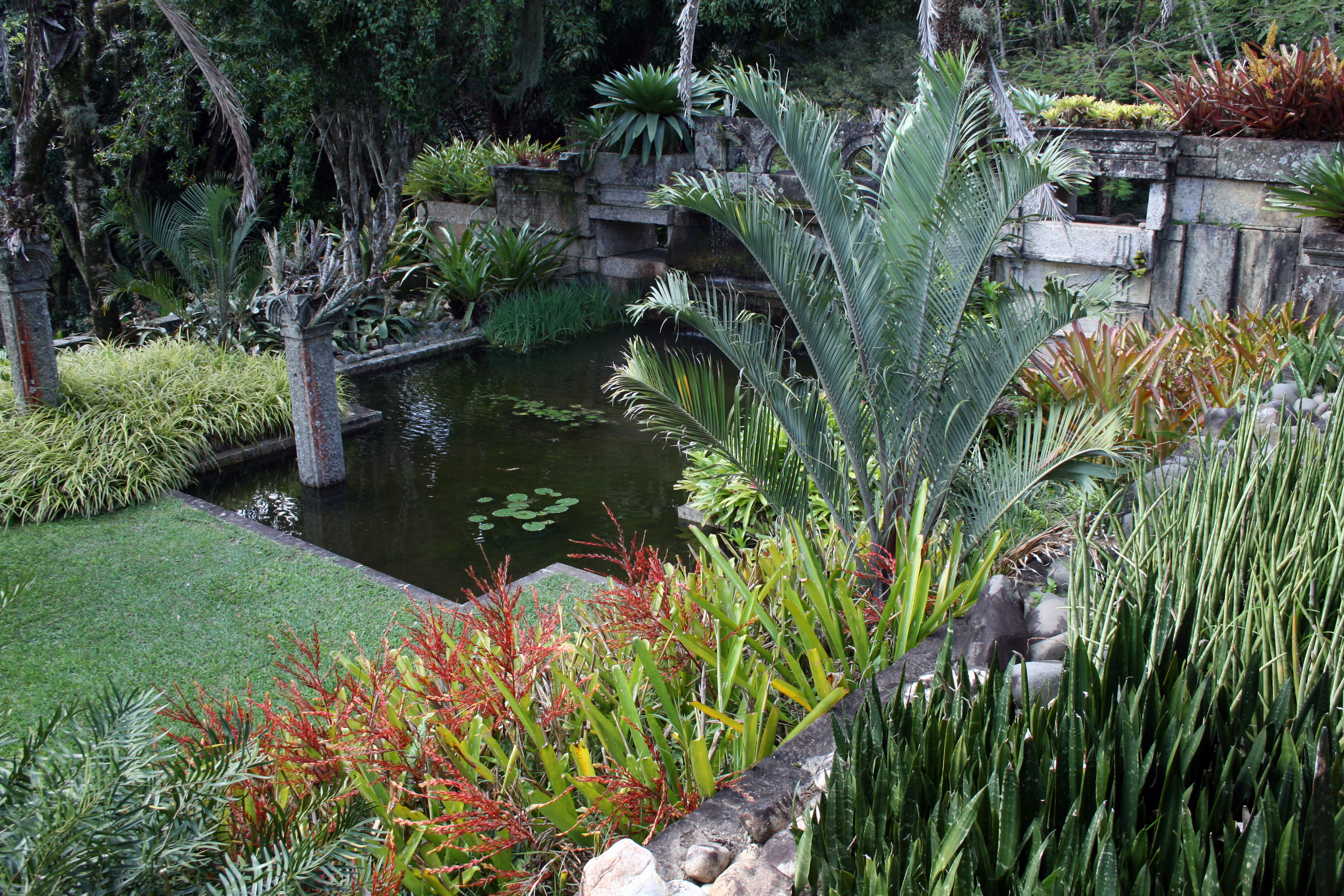
Jeden ze stawów w ogrodzie (2009)
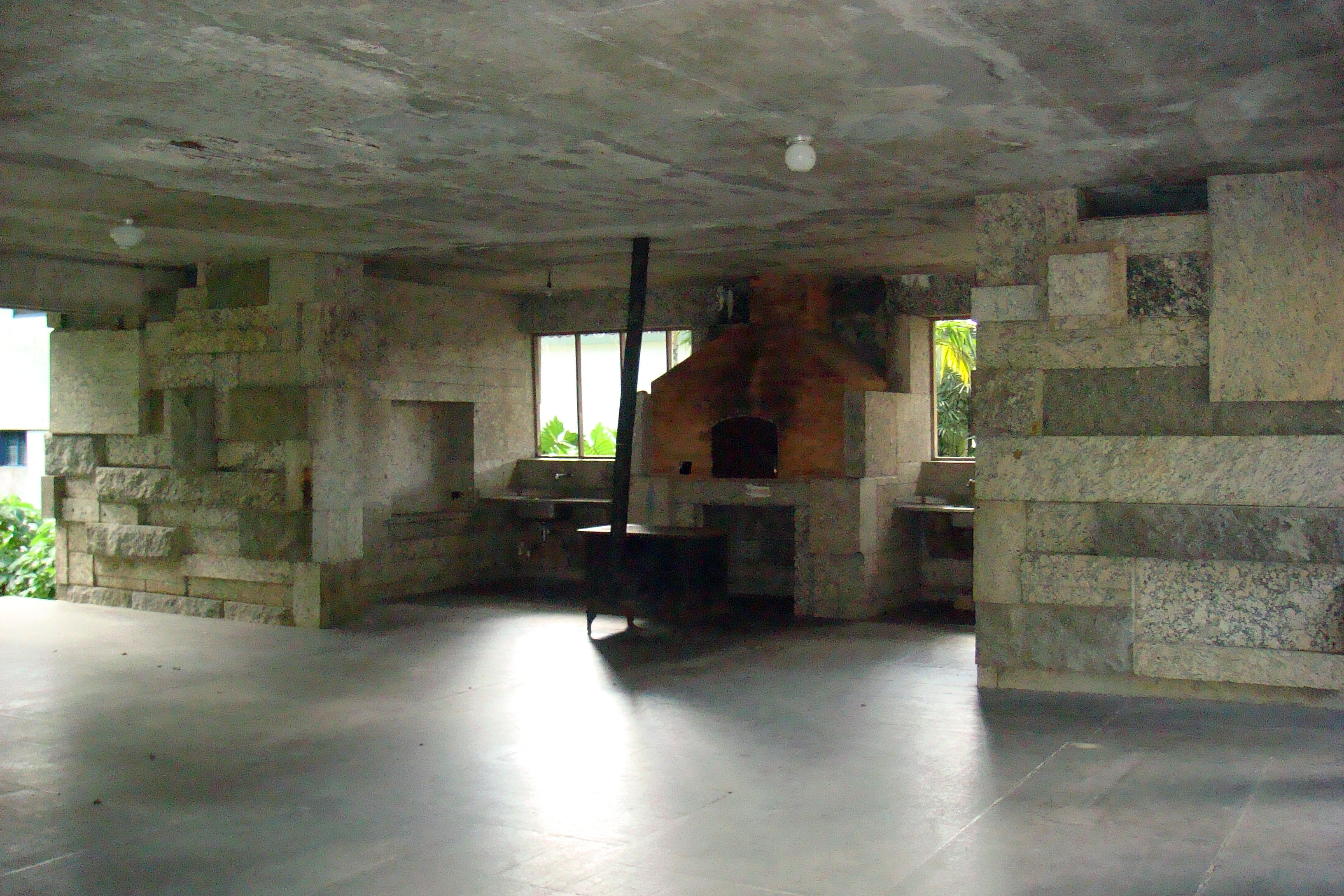
Kamienna kuchnia (2009)
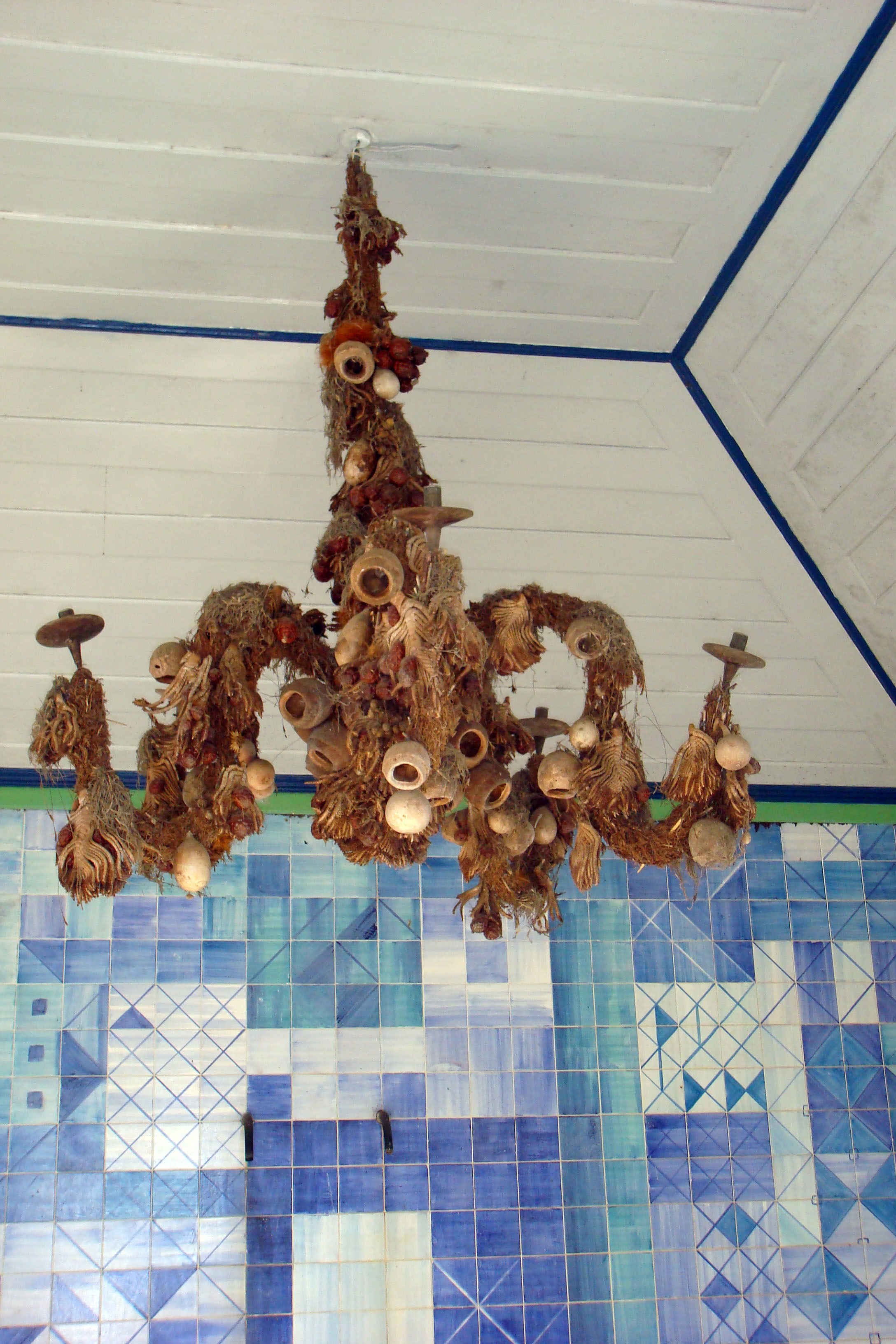
Żyrandol w loggii (2009)
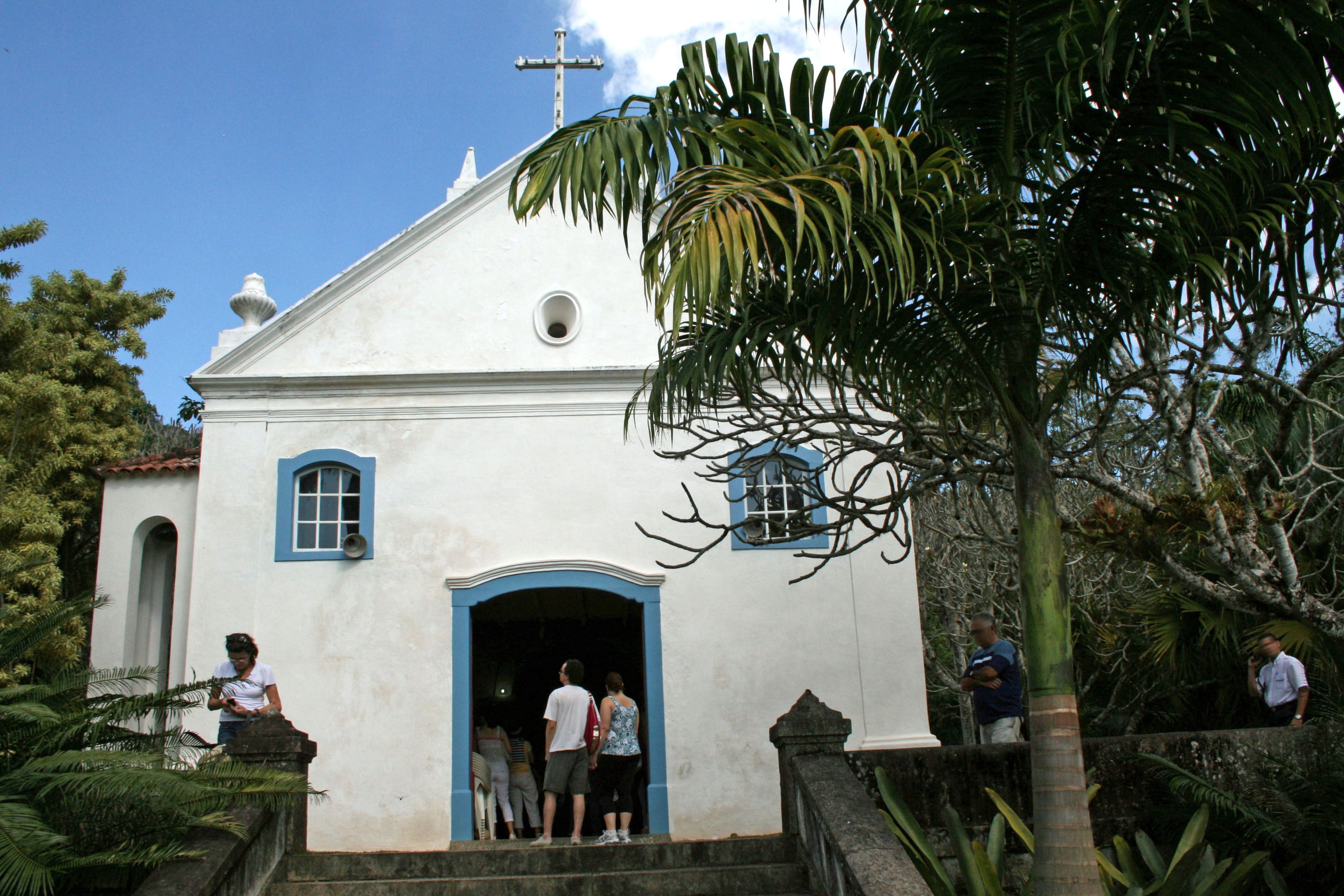
Kaplica Santo Antônio da Bica (2009)
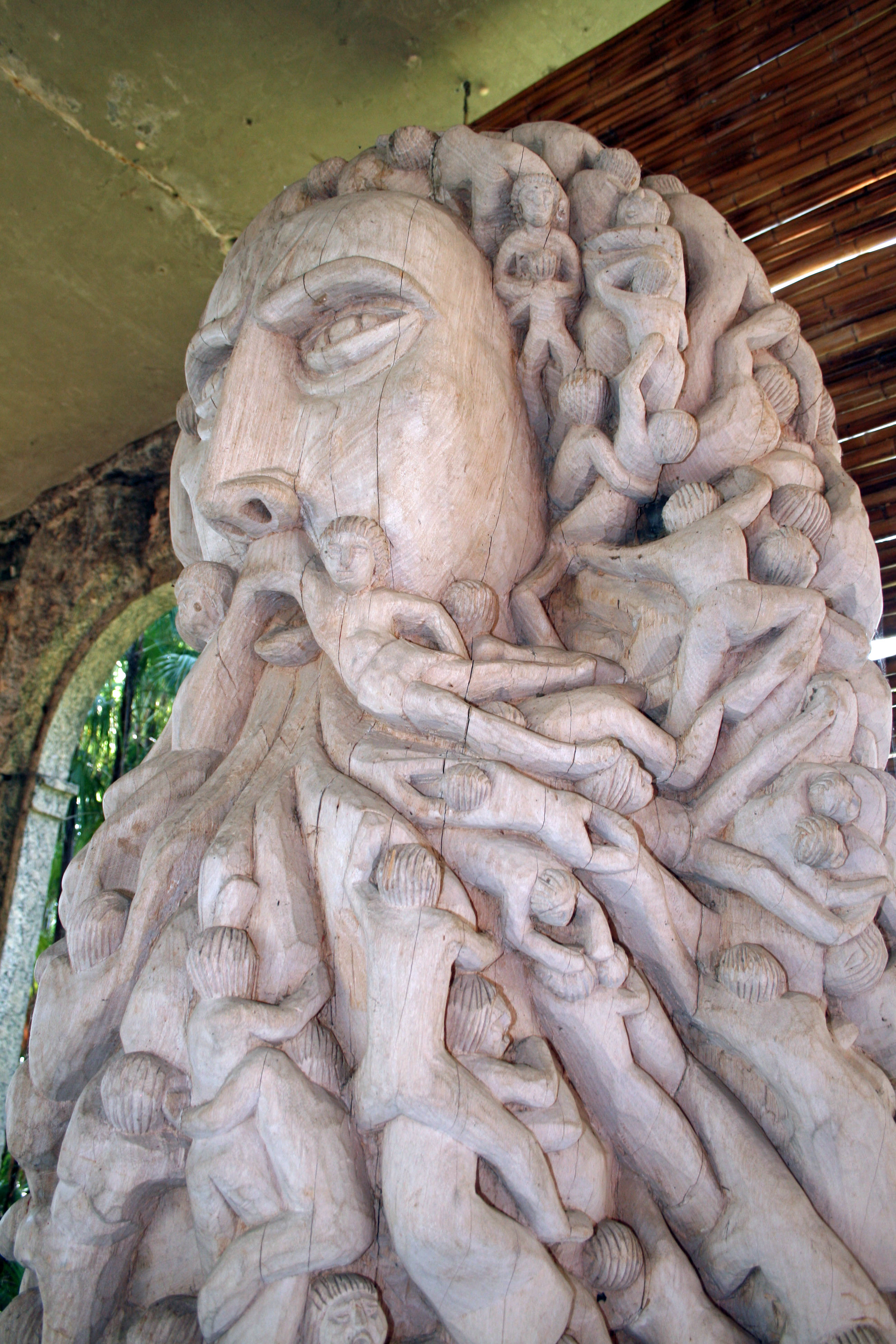
Drewniana rzeźba w atelier (2009)
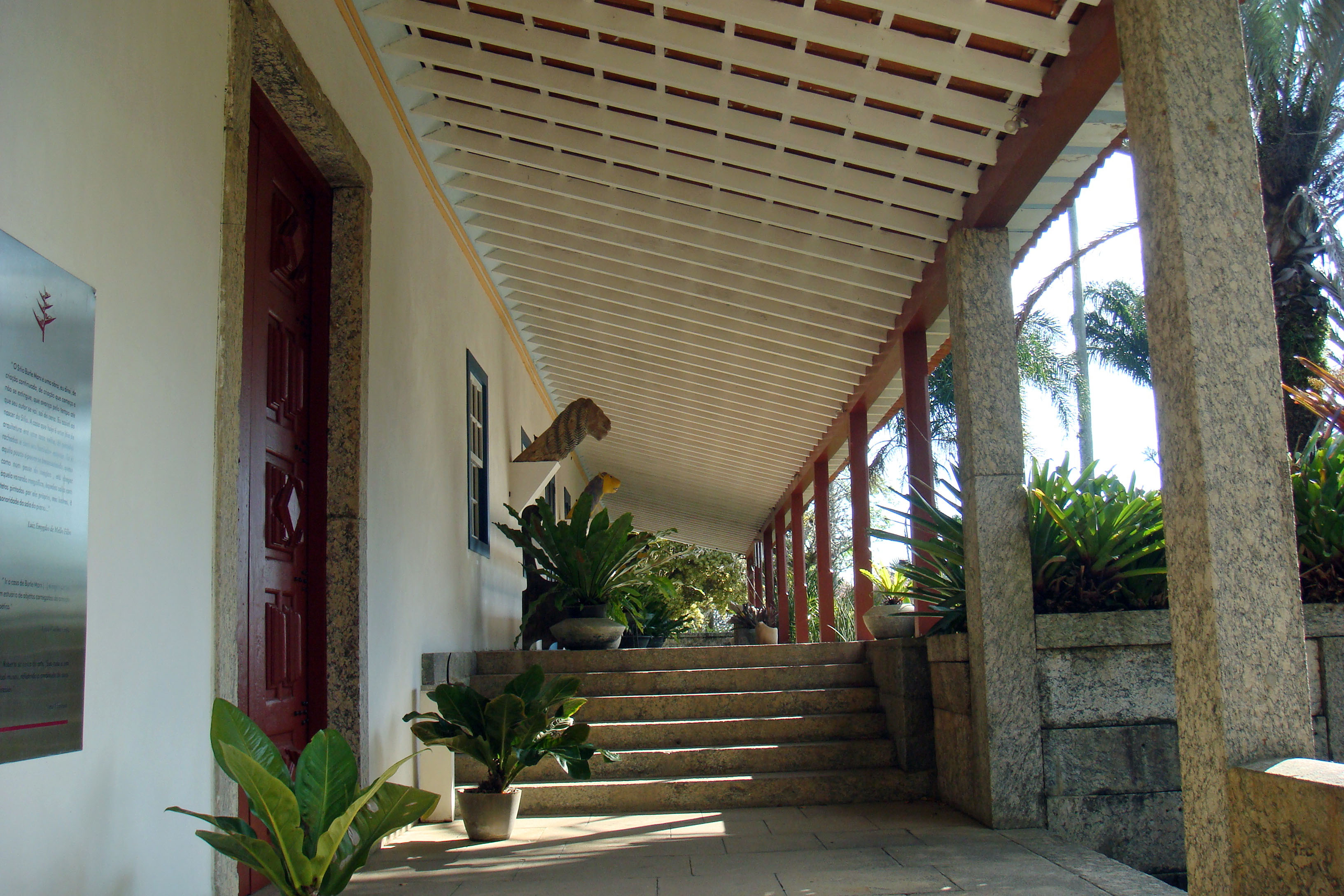
Dom Roberto Burle Marxa (2009)
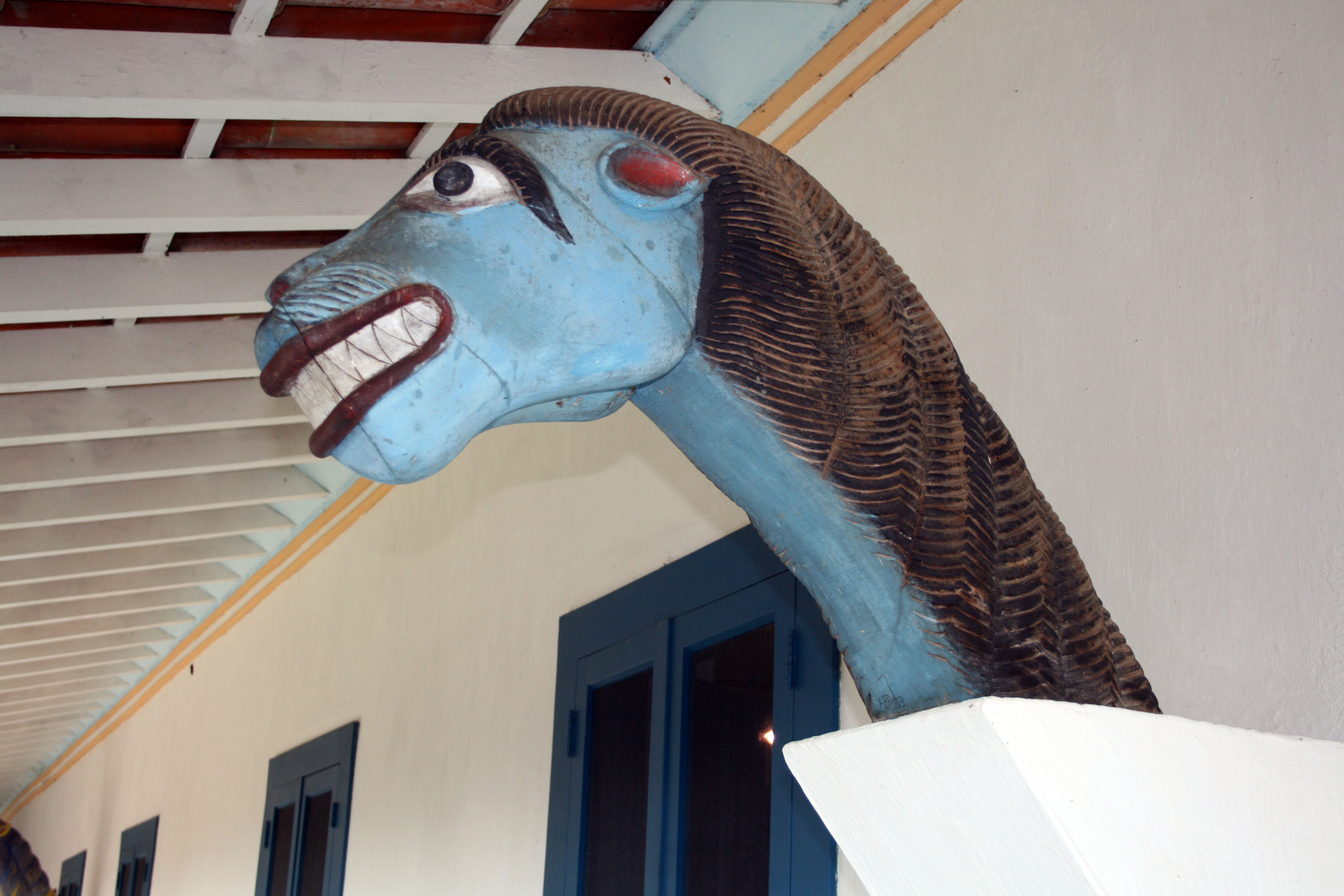
Jedna z rzeźb (2009)